# گاه‌شماری خراجی
گاه‌شماری خراجی، مبدأ آن سال ۶۱۱ میلادی (یازده سال پیش از هجرت)، بیست و یکمین سال سلطنت خسرو پرویز دوم است. سرآغاز آن اعتدال بهاری و ماه‌های آن همان ماه‌های گاه‌شماری زرتشتی بوده و از این جهات شبیه گاه‌شماری یزدگردی بوده‌است.
رواج این گاه‌شماری در ایران از میانهٔ قرن چهارم هجری به بعد بوده‌است. براساس فرمان‌های متوکل و بعد معتضد در قرن سوم هجری در گاه‌شماری تصحیحی صورت گرفت که منجر به ابداع نوعی گاه‌شماری شمسی شد. با توجه به رواج گاه‌شماری هجری قمری در قرن یک هجری در ایران و با توجه به این که گاه‌شماری یزدگردی نیز در زمان ابداع گاه‌شماری خراجی در میان زرتشتی‌های ایران متداول بوده روشن می‌شود که در آن زمان در ایران سه نوع گاه‌شماری رواج داشته که این موضوع با توجه به اسناد گوناگون تأیید شده‌است.

## مبدأ
مبدأ آن سال ۶۱۱ میلادی (یازده سال پیش از هجرت)، بیست و یکمین سال سلطنت خسرو پرویز دوم است.

### ویژگی‌ها
نام ماه‌ها و روزها در این گاه‌شماری مانند گاه‌شماری یزدگردی نام‌های زرتشتی است. بنابر نظر تقی‌زاده در این گاه‌شماری سال قمری است که برای برابرسازی طول سال با گاه‌شماری شمسی و تطبیق آن با زمان گرفتن مالیات ۳۳ یا ۳۴ سال، یک سال حذف می‌شد که به آن «ازدلاق» می‌گویند. مبدأ گاه‌شماری خراجی یازده سال قبل از مبدأ گاه‌شماری هجری قمری است که در طول زمان تا قرن چهارم هجری این اختلاف به صفر رسید و در سال ۳۵۱ هجری هر دو گاه‌شماری خراجی و هجری قمری در سال یکسان بودند. بنابر نظر سنجر کمالی و تأکید محمدبن ابی بکر فارسی طول سال در گاه‌شماری خراجی بر اساس طول سال شمسی است. سنجر کمالی طول سال در این گاه‌شماری را همانی که بتانی به دست آورده می‌داند یعنی ۳۶۵ روز و ۵ ساعت و ۴۶ دقیقه و ۲۴ ثانیه.

## اسناد
مهم‌تربن اسناد دربارهٔ این گاه‌شماری تاریخ‌های دوگانه در آثار چند تن از نویسندگان دوره ی اسلامی از جمله افضل الدین کرمانی است که در این آثار تاریخ‌های گاه‌شماری خراجی را در کنار گاه‌شماری هجری قمری ذکر کرده‌است. در کتاب زیج اشرفی، سنجر کمالی نوشته‌است که در سال تألیف این کتاب این نوع گاه‌شماری (گاه‌شماری خراجی) در شیراز متداول بوده‌است.